# داني كوكسي
داني كوكسي (بالإنجليزية: Danny Cooksey)‏ مواليد 2 نوفمبر 1975 في مور، الولايات المتحدة، هو ممثل أمريكي بدأ مسيرته الفنية سنة 1983.

## الأعمال

### أفلام
- يوم الحساب (1991) (بدور: تيم)
- لوراكس (2012)

### مسلسلات
- ذا دوكس اوف هازرد
- ديفرنت ستروكس
- جراء الحظيرة
- آلام النمو
- المهرجون الصغار
- تايني تون
- رن وستمبي
- هيا آرنولد!
- عائلة ثورنبيري
- حكايات جنجر
- زم الفضائي
- روكيت باور
- دامو ستحيل
- كونغ فو شاولين
- ضيف البراري
- عائلة ساترديز
- فارس وفادي
- كيك باتاوسكي: المغامر
- كونغ فو باندا: أساطير الروعة
- العرض العادي

### ألعاب فيديو
- نيد فور سبيد: أندرجراوند

## روابط خارجية
- داني كوكسي على موقع IMDb (الإنجليزية)
- داني كوكسي على موقع ألو سيني (الفرنسية)
- داني كوكسي على موقع ميوزك برينز (الإنجليزية)
- داني كوكسي على موقع أول موفي (الإنجليزية)
- داني كوكسي على موقع قاعدة بيانات الأفلام السويدية (السويدية)
- داني كوكسي على موقع ديسكوغز (الإنجليزية)
- داني كوكسي على موقع قاعدة بيانات الفيلم (الإنجليزية)
- داني كوكسي على موقع كينوبويسك (الروسية)